# Покровская просветительная крещёно-татарская женская община
Покровская просветительная крещёно-татарская женская община — православная «крещёно-татарская» (крещенская, кряшенская) монашеская обитель, действовавшая в начале двадцатого века в Мамадышском уезде Казанской губернии.

## Основание
Начало созданию общины было положено в 1907 году, когда княгиней Антониной Фёдоровной Ухтомской — матерью епископа Мамадышского Андрея (князя А. А. Ухтомского) «Братству Святителя Гурия» (БСГ) был пожертвован участок земли площадью 108 десятин в Мамадышском уезде Казанской губернии для того, «чтобы на этой земле была основана женская община с просветительными целями». Уполномоченным княгини в данном деле выступал преподаватель Казанской учительской семинарии Р. П. Даулей.
Вероятнее всего, главным инициатором учреждения общины являлся сам епископ Андрей (князь А. А. Ухтомский). Архиепископ Казанский и Свияжский Иаков (И. А. Пятницкий) в своей речи 17 (30) августа 1911 года на общем собрании БСГ особо выделил в ряду его заслуг создание двух кряшенских («крещёно-татарских») монашеских обителей: мужского Трёхсвятительского скита при Казанском Спасо-Преображенском миссионерском монастыре в Лаишевском уезде (с 1911 года — отдельного Трехсвятительского крещёно-татарского монастыря) и женской Покровской просветительной крещёно-татарской общины в Мамадышском уезде. Он подчеркнул, что:
Это – две самые драгоценные жемчужины в том венце правды, который уготовит и воздаст ему в своё время Господь – Праведный Судия.
Главной задачей общины было противодействие миссионерской деятельности мусульманских проповедников, активно действовавших в кряшенской («крещёно-татарской») среде и укрепление в христианстве тех, кто ещё не попал под их влияние. В связи с этим община была основана «в центре тех селений, которые наиболее подвержены татаризации».

## Организация общины
В мае 1908 года княгиня А. Ф. Ухтомская заявила архиепископу Казанскому и Свияжскому Никанору (Н. Т. Каменскому) о готовности пожертвовать БСГ 108 десятин земли «со всеми находящимися на ней постройками» на условиях, что там должна быть устроена «крещёно-татарская женская община с храмом во имя Пресвятыя Богородицы и с наименованием Покровская просветительная община». Причём, «хозяйство Братства и будущей Покровской общины должно быть вполне самостоятельным»
Местный архиерей поддержал эту инициативу и направил соответствующее ходатайство в Святейший Правительствующий Синод (СПС). После согласования, СПС указом от 29 октября (11 ноября) 1908 г. уведомил архиепископа Казанского и Свияжского Никанора (Н. Т. Каменского) о том, что не встречает препятствий к принятию БСГ жертвуемого княгиней А. Ф. Ухтомской участка земли «на указанных ею условиях», а также, по совершению соответствующего акта, к устройству на даруемой земле «крещёно-татарской просветительной женской общины с храмом во имя Пресвятой Богородицы, с наименованием её Покровскою и с тем, чтобы хозяйство общины было самостоятельным от хозяйства Братства, состоя под надзором епархиального начальства».
Первыми насельницами обители стали 7 — 8 девушек «из крещёных татар», которых возглавила учительница БСГ Зинаида Сергеевна Дымова (окончившая курс гимназии и фельдшерской школы). С благословения духовного начальства они поселились на пожертвованной княгиней А. Ф. Ухтомской земле.
Большинство обитателей общины принадлежали к низшим сословиям. При этом община развивалась почти исключительно благодаря их подвижнической деятельности и пожертвованиям благотворителей (в основном — членов БСГ), хотя сами сёстры и пребывали постоянно в бедности.

## Храм, постройки, территория, святыни
23 июля (5 августа) 1908 г. «свияжская купчиха» З. С. Дымова обратилась к архиепископу Никанору (Н. Т. Каменскому) с прошением о благословении на сооружение при Покровской общине домовой церкви во имя Преподобного Серафима Саровского, получив на это предварительно благословение епископа Андрея (князя А. А. Ухтомского). Прошение было удовлетворено, и 9 (22) сентября 1908 г. последним была совершена закладка деревянного храма.

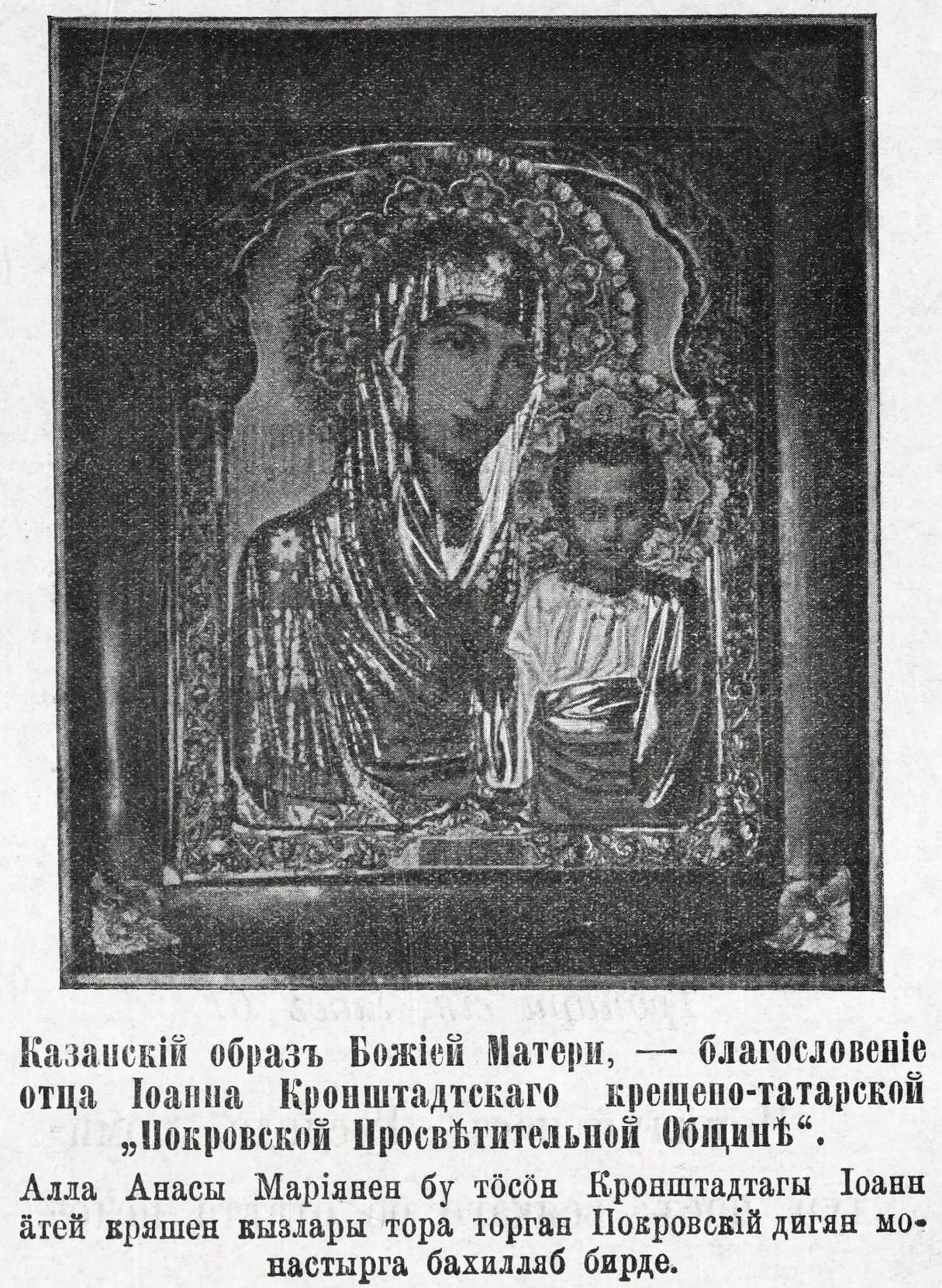
Казанский образ Божией Матери — благословение о. Иоанна Кронштадтского Покровской просветительной крещёно-татарской женской общине

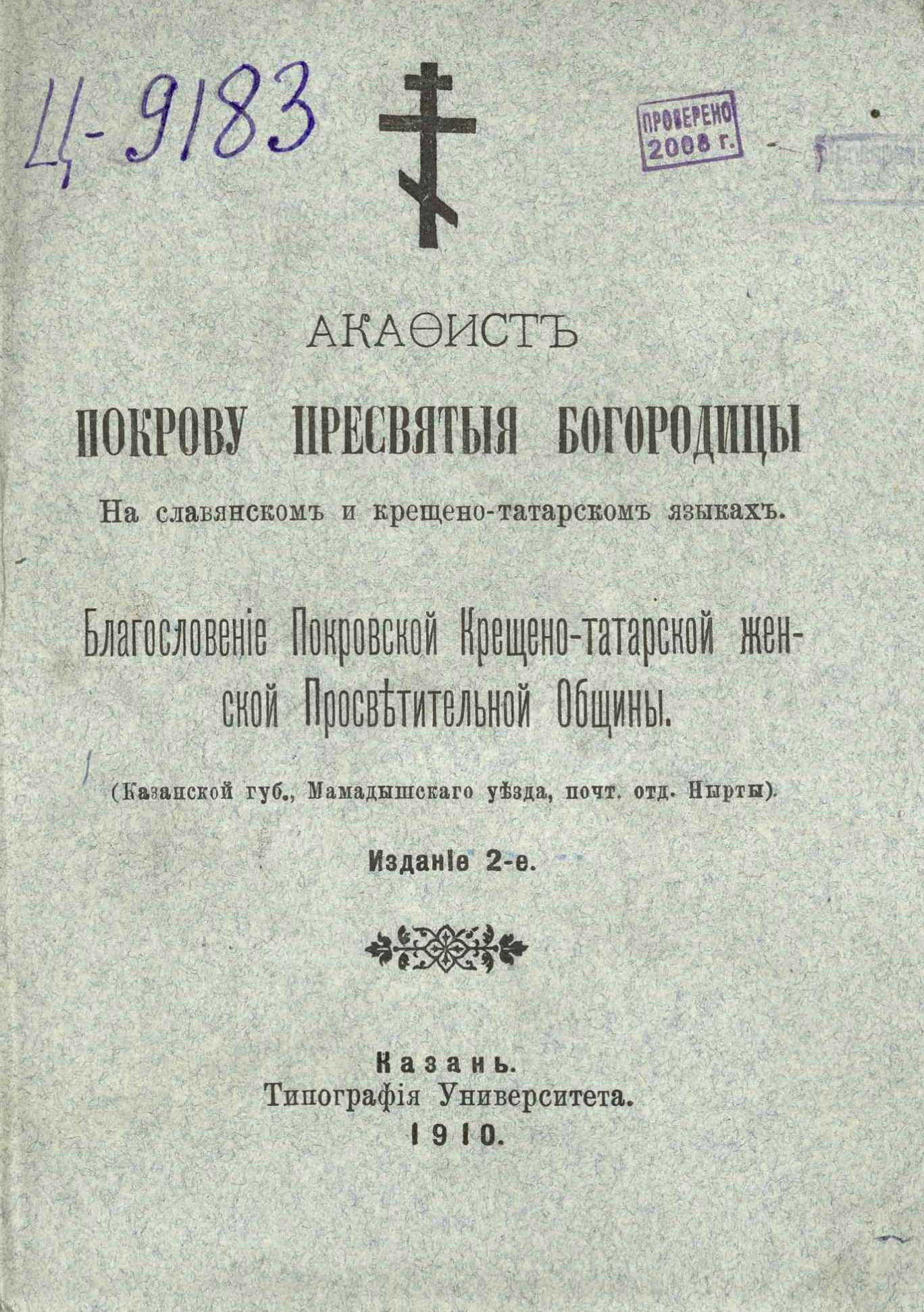
Обложка «Акафиста Покрову Пресвятыя Богородицы. На славянском и крещёно-татарском языках» (Казань, 1910 год)

Одновременно на благотворительные средства шло возведение при общине здания «под училище-приют для воспитания и обучения крещёно-татарских девочек» (содержание училища /школы/ — в двухклассном составе — приняло на себя министерство народного просвещения, а содержание приюта осталось за самой общиной, что было для неё весьма обременительно).
Торжества закладки храма и открытия училища начались с вечера 8 (21) сентября 1908 г. всенощным бдением в честь Святителя Феодосия Черниговского, проходившим в большой комнате дома, где располагались сёстры. Утром 9 (22) сентября были совершены освящение дома двухклассного училища при общине и его открытие.
После этого духовенство во главе с епископом Андреем (князем А. А. Ухтомским) направилось с крестным ходом к месту будущего храма. При этом, как отмечал Р. П. Даулей: «В числе образов выделялись два: один — Казанской Божией Матери, благословение Покровской общине отца Иоанна Кронштадтского, а другой — трёх Казанских Святителей, благословение Трёх-Святительского крещёно-татарского скита».
Кроме этого, 4 (17) сентября в благословение общине архиепископ Казанский и Свияжский Никанор (Н. Т. Каменский) послал ей икону Пресвятой Богородицы «Покров», а также пожертвовал свою книгу «Толковый Апостол» — «в душевное окормление насельниц обители» и «хлеб-соль» (в серебряной солонице и шестиугольном блюде) — «в грядущее хлебосольство и странноприимничество».
Во время молебствия в школе и при закладке храма, где наблюдалось большое стечение народа, пел хор, составленный из сестёр общины, под управлением заведующего женской школы отца диакона М. Леонтьева.
В конце службы епископ Андрей (князем А. А. Ухтомский) преподал сёстрам обители наставление, которое «тут же было переводимо для слушателей на татарский язык, так как большую часть молящихся составляли крещёные татары из ближайших приходов».
22 декабря 1908 г. состоялось освящение домового храма во имя Преподобного Серафима, Саровского чудотворца. По предложению епископа Андрея (князя А. А. Ухтомского) и с благословения местного архиерея осуществил его и. д. благочинного монастырей третьего округа Казанской епархии, игумен Трёхсвятительского крещёно-татарского скита Гурий — в сослужении пяти священников (села Нырты — Николая Прокофьева, села Карабаян — Евдокима Комисарова, села Абди — Николая Приклонского, села Гороховое Поле — Матвея Чебышева, села Старая Икшурма — Николая Кириллова) и двух диаконов (иеродиакона Трёхсвятительского крещёно-татарского скита Варсонофия и диакона села Абди Василия Альпидовского).
Храм был возведён в короткие сроки и являлся весьма скромным по размерам: в 1909 г. епископ Андрей (князь А. А. Ухтомский) отмечал, что «он так мал, что не может вместить почти никого, кроме учениц и самих монашек, — до 20 человек». Не могла община позволить себе и содержание постоянного священника, а сами насельницы помещались «в единственной комнате-избе».
В училище-приют ко времени его открытия было принято около тридцати девочек (при том, что желающих учиться было очень много, но община не располагала достаточными средствами для содержания большого количества детей), к ноябрю 1909 г. их число возросло до пятидесяти трёх. Кроме этого, при училище (школе) действовало ремесленное отделение, где воспитанницы училища и «постоянные» ученицы постигали ткацкое ремесло.

## Разорение общины
К 1917 г. в общине имелся один деревянный храм, «снабженный достаточно церковными и богослужебными принадлежностями», четыре деревянных одноэтажных дома, одна гостиница и одна деревянная одноэтажная школа (территория общины была обнесена «деревянной стеной»). За общиной числилось сто десятин земли, а её капитал составлял 17527 рублей 96 копеек наличными и 17450 рублей процентными бумагами. При этом, как отмечалось в обращении заведующей общиной монахини Софии (Разумовской) к епископу Чистопольскому Анатолию (А. Г. Грисюку) от 22 августа (3 сентября) 1919 г., «до 1918 года Покровская община имела 52 десятины пахотной земли, которая обрабатывалась своим трудом».
В общине значилось 52 человека: настоятельница, две рясофорных послушницы, сорок четыре послушницы и пять «на воспитании».
Разорение монастыря, согласно документам, началось летом 1917 г. В июне 1917 г. «татарами соседней деревни Каин-Илга» у общины был захвачен «весь покос (числившийся по книгам, в количестве 10 десятин)», тому же обществу, «по их настойчивому требованию», с согласия общины, было отдано «7 десятин исполу под ржаное поле». 5 ноября 1917 г. начались угрозы разгромить общину, вследствие чего 6 ноября ученицы двухклассной школы разъехались по домам и занятия прекратились. В виду этого иконы и церковная утварь были «увезены в церковь села Ныртов, другое же монастырское имущество — в соседнюю русскую деревню Богдановку». По свидетельствам монахини Софии (Разумовской) и послушницы Екатерины Боровицкой, они «все время находились в опасности, ожидая погрома, и так продолжалось до 14 ноября», после чего «стало значительно спокойнее и все монастырское, как св[ятые] иконы, так и имущество, были привезено обратно».